# Тертер-оба

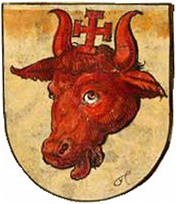
Герб Болгарії в часи Тертеровців

Терте́р-оба́, Дурут (Terter-oba; «Терте́рський рід, плем'я, юрта») — у  ХІ — XIV ст. половецький рід і плем'я тюркського походження. Керував союзом половецьких орд в українських степах ХІ—ХІІІ ст. Був найвпливовішим до появи роду Кай-оба. 
Назва походить від кавказької річки Тертер, притоки Кури, куди Тертер-оба переселилися після 1118 року для служби в Грузії.  
Інші назви — плем'я дуру́т або ду́рт. В руських літописах згадуються як Тертро́вичі або Тертьробичи. 
Кочував у районі Криму, Дону та Північного Кавказу. Вперше з'явився біля кордонів Русі в середині ХІ ст., очолювався ханом Блушем.  
У 1-й половині ХІІІ ст. вів боротьбу з монголами; разом із руськими союзниками розбитий на Калці (1223).  
Під тиском монголів полишив Причорномор'я, мігрувавши до Угорщини (1238). Внаслідок вбивства угорцями голови роду — хана Котяна, частина членів роду виїхала до Болгарії (1241), де дала початок царській болгарській династії Тертерів (Тертеровці; 1280—1323).

## Представники
- Болуш
- Искал
- Ітлар
- Тугоркан[8]
- Сутой
- Котян
- Сомогур
- Манґуш
- Сейхан
- Тегак

## Генеалогія
- Сутой (?— після 1185), половецький хан 
  -   Котян (? — бл.1240), половецький хан (бл. 1192—1223).
    -  Марія (?—?) ∞ Мстислав, галицький князь.

- — хани

### Статті
- Головко, О.Б. Половецький хан Котян Сутоєвич у політичному житті Центрально-Східної Європи першої половини XIII ст. // XI сходознавчі читання А. Кримського. Київ: Інститут сходознавства, 2007. С. 80-83.
- Пилипчук, Я.В. Хан Котян и его род  // Ұлы Даланың тарихы: түріктер мен моңғолдар. Астана, 2014. C. 62-66.
- Пріцак, О. Половці // Український історик. 1973, № 1—2, С. 112—118.
- Balogh L. Mikor költözött Kötöny kun fejedelem Magyarországra? // Acta Universitatis Szegediensis de Attila József nominalae. Acta Historica. Szeged: Szegedi Középkorász Műhely. 2001. T. 113. Old. 53-61.
- Polgár Sz. Kötöny, kun fejedelem // Tanulmányok a középkori magyar történelemről. Medievisztikai PhD-konferencia előadásai. Az. I. Szeged: Szegedi Középkorász Műhely, 1999. Old. 91-102.

### Довідники
- Плахонін А. Г. Котян, Котян Сутойович // Енциклопедія історії України : у 10 т. / редкол.: В. А. Смолій (голова) та ін. ; Інститут історії України НАН України. — К. : Наукова думка, 2009. — Т. 5 : Кон — Кю. — С. 242. — ISBN 978-966-00-0855-4.
- Котян // Українська мала енциклопедія : 16 кн. : у 8 т. / проф. Є. Онацький. — Накладом Адміністратури УАПЦ в Аргентині. — 1960. — Т. 3, кн. VI : Літери Ком — Ле. — С. 745. — 1000 екз.
- Квітницький М. В. Половці // Енциклопедія історії України : у 10 т. / редкол.: В. А. Смолій (голова) та ін. ; Інститут історії України НАН України. — К. : Наукова думка, 2011. — Т. 8 : Па — Прик. — С. 350. — ISBN 978-966-00-1142-7.